# Likskär
För andra betydelser, se Likskär (olika betydelser).
Likskär är en ö i norra delen av den svenska delen av Bottenviken i Kalix skärgård. Ön är även  en del av Likskärs naturreservat som består av en del av denna ö och angränsande öar.

## Ön
Likskär ligger cirka 4 km sydost om södra spetsen av Rånön, Kalix skärgårds största ö. Närmaste fastlandshamn finns i Storön. Det finns lite gles skog, men större delen av ön är täckt av stenar. Det finns många olika fågelarter.